# Hot (Melanie B)
| Recensione | Giudizio |
| ---------- | -------- |
| BBC News   | Misto    |
| NME        | Negativo |

Hot è il primo album della cantante pop britannica Melanie B.
L'album è stato pubblicato il 9 ottobre 2000 dall'etichetta discografica Virgin, neanche un mese prima del terzo e ultimo album delle Spice Girls Forever, gruppo del quale la cantante faceva parte.
Nonostante il singolo apripista pubblicato poche settimane prima, Tell Me, avesse raggiunto la quarta posizione della classifica britannica, l'album debuttò nella classifica britannica appena alla ventottesima posizione prima di uscirvi dopo due settimane. L'album includeva anche il primo effettivo singolo della cantante in versione solista, la collaborazione con Missy Elliott I Want You Back, che, pubblicato due anni prima, raggiunse la vetta della classifica britannica.
Quattro mesi dopo la pubblicazione dell'album, che non fu commercializzato negli Stati Uniti, fu pubblicato anche il secondo singolo Feels So Good, che raggiunse la quinta posizione in classifica in Inghilterra aiutando l'album a rientrare in classifica. Il terzo e ultimo singolo, Lullaby, fu pubblicato nel giugno 2001 e riscosse un tiepido successo arrivando alla posizione numero tredici.

## Tracce
CD (Virgin 8501582 (EMI) / EAN 0724385015823)
1. Feels So Good – 5:05 (James Harris III, Terry Lewis, Melanie Brown)
2. Tell Me – 4:33 (Fred Jerkins III)
3. Hell No – 4:18 (Mark Andrews)
4. Lullaby – 3:25 (Melanie Brown, Richard Stannard, Julian Gallagher, Richard Norris)
5. Hotter – 3:14 (Mark Andrews)
6. Step Inside – 3:59 (Max Beesley)
7. ABC 123 – 3:13 (Ted Riley, Screwface, Karen Anderson)
8. I Believe – 4:00 (Ted Riley, Richard Fauntleroy, Karen Anderson)
9. I Want You Back (feat. Missy Elliott) – 3:26 (Missy Elliott, Gerard Thomas, Lenny Holmes)
10. Pack Your S**t – 4:20 (Ted Riley, Screwface, T Frampton, Jimmy Singletary, Jonathan Walker)
11. Feel Me Now – 4:58 (James Harris III, Terry Lewis, Melanie Brown)

## Classifiche
| Classifica (2000) | Posizione massima |
| ----------------- | ----------------- |
| Regno Unito       | 28                |